# 凱撒齊普夫山
48°09′23″N 16°12′49″E / 48.156368°N 16.213741°E

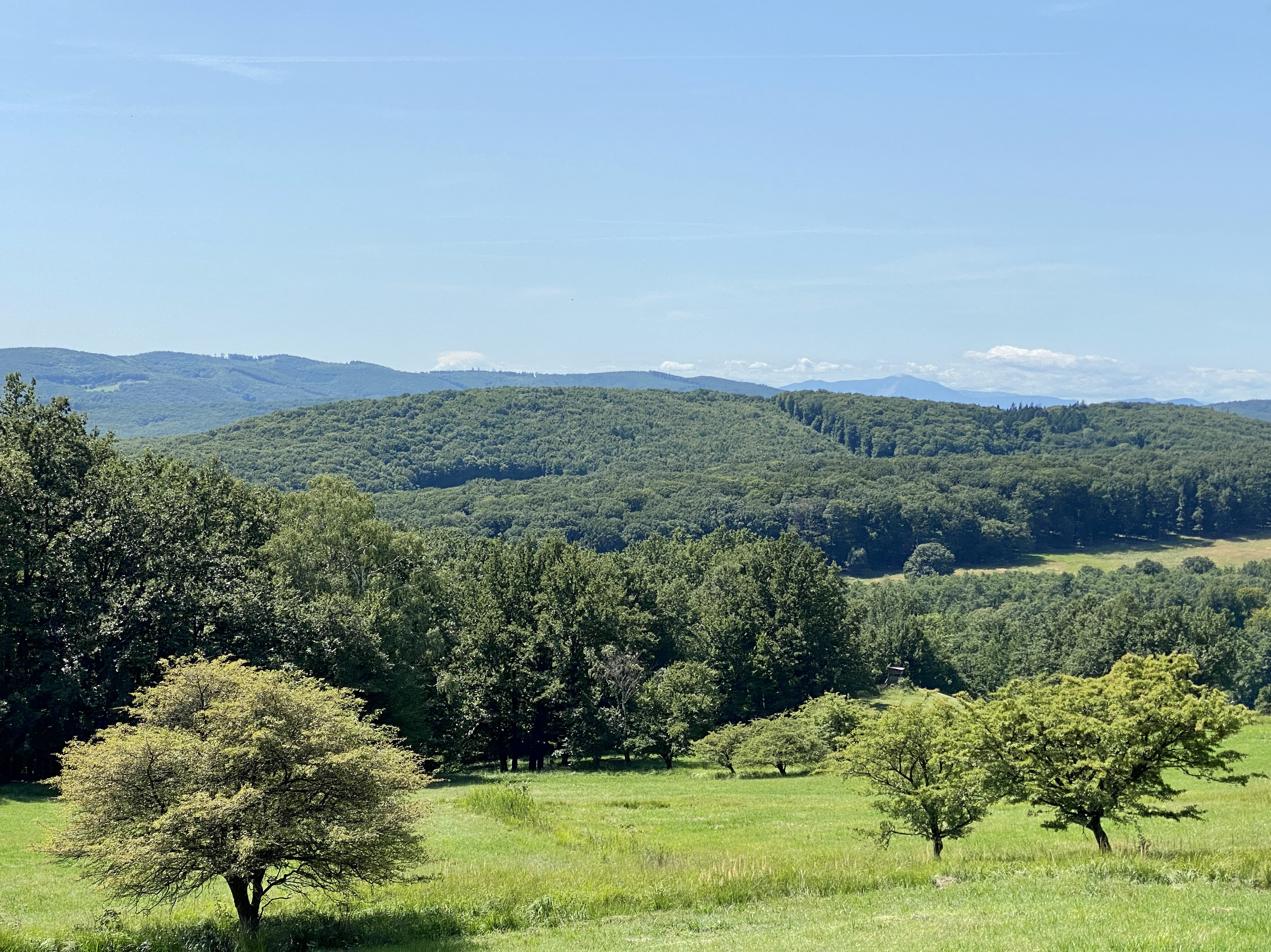
凱撒齊普夫山

凱撒齊普夫山（德語：Kaiserzipf），是奧地利的山峰，位於該國東北部，由維也納負責管轄，屬於維也納林山的一部分，海拔高度339米，每年平均降雨量904毫米。